# Cryptoplax dimidiata
Cryptoplax dimidiata är en blötdjursart som beskrevs av Ang 1967. Cryptoplax dimidiata ingår i släktet Cryptoplax och familjen Cryptoplacidae. Inga underarter finns listade i Catalogue of Life.